# Гарбич, Бронислав Франкович
Бронислав Франкович Гарбич (укр. Броніслав Франкович Гарбич (Гарбіч); род. 22 ноября 1930 год, село Меденица) — бригадир колхоза имени газеты «Правда» Дрогобычского района Львовской области, Украинская ССР. Герой Социалистического Труда (1966).
Родился в 1930 году в крестьянской семье в селе Меденица. После окончания школы механизации с середины 1950-х годов трудился трактористом на МТС Меденицкого района. С 1958 года — бригадир тракторной бригады колхоза имени газеты «Правда» (с 1974 года — колхоз имени Ленина) Дрогобычского района. Член КПСС.
На протяжении нескольких лет бригада Бронислава Грабича показывала высокие производственные результаты. Указом Президиума Верховного Совета СССР от 23 июня 1966 года «за успехи, достигнутые в увеличении производства и заготовок зерновых и кормовых культур» удостоен звания Героя Социалистического Труда с вручением ордена Ленина и золотой медали «Серп и Молот».
После выхода на пенсию проживал в родном селе.
Награды
- Герой Социалистического Труда
- Орден Ленина — дважды